# Jász-Nagykun-Szolnok (historisch comitaat)
Het comitaat Jász-Nagykun-Szolnok (Duits: Komitat Jaß-Großkumanien-Sollnock ) was een historisch comitaat in het midden van het koninkrijk Hongarije. Dit comitaat bestond vanaf de 1876 tot 1950 in zijn historische context en was een samenvoeging van de eerdere comitaten: Jászság / Jazygen, Nagykunság / Großkumanien en Szolnok / Sollnock. Een deeldistrict van het Stoeldistrict Tisza felső ("Boven Tisza") is bij de herstructurering van de comitaten in 1950, overgeheveld naar het huidige Békés (comitaat).

## Ligging

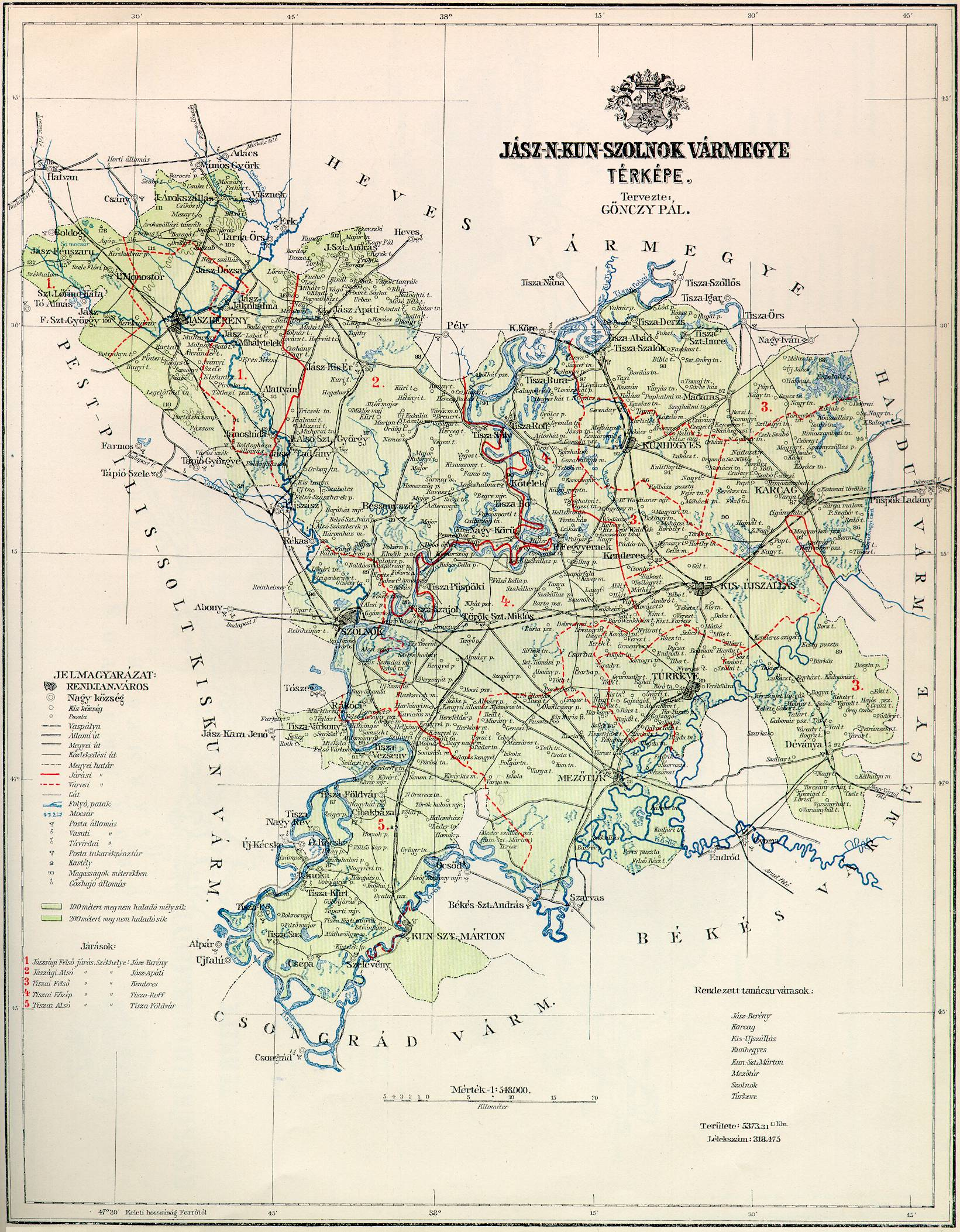
Kaart van het comitaat Jász-Nagykun-Szolnok in 1891

Het comitaat grensde aan de comitaten Csongrád (historisch comitaat), Pest-Pilis-Solt-Kiskun, Heves (historisch comitaat) , Hajdú , Bihar (comitaat) en Békés (historisch comitaat). De rivieren Tisza / Theiß en de Körös / Kreisch stroomde door het gebied, samen met enkele kleinere rivieren. Het gebied maakte onderdeel uit van de Grote Hongaarse Laagvlakte / Poesta en was grotendeels vlak.

## Districten
| Stoeldistrict                   | Hoofdplaats                            |
| ------------------------------- | -------------------------------------- |
| Jászság alsó ("Neder Jászság")  | Jászapáti                              |
| Jászság felső ("Opper Jászság") | Jászberény / Jaßbring                  |
| Tisza alsó ("Beneden Tisza")    | Tiszaföldvár                           |
| Tisza felső ("Boven Tisza")     | Kunhegyes                              |
| Tisza közép ("Midden Tisza")    | Törökszentmiklós / Türkischsanktniklas |
| Stadsdistrict                   |                                        |
| Jászberény                      | Jászberény / Jaßbring                  |
| Karcag                          | Karcag / Engelhausen                   |
| Kisújszállás                    | Kisújszállás                           |
| Mezőtúr                         | Mezőtúr / Thur                         |
| Szolnok                         | Szolnok / Sollnock                     |
| Túrkeve                         | Túrkeve                                |